# André-Marie de Maistre
Pour les articles homonymes, voir Maistre et Familles de Maistre.
André-Marie de Maistre (né à Chambéry le 14 juin 1757, mort à Turin le 18 juillet 1818) est un ecclésiastique savoyard qui fut évêque non consacré d'Aoste en 1817-1818.

## Biographie
André-Marie est le 7e enfant de François-Xavier Maistre (1705–1789) Président du Sénat de Savoie et de son épouse Christine de Motz de La Salle (alias Desmotz) (1727-1774) il est donc également le frère  de Joseph de Maistre et de Xavier de Maistre.
Docteur en droit et  chanoine de la basilique de Superga près de Turin, il est nommé en 1789 vicaire général et doyen du chapitre de l'archidiocèse de Tarentaise dont il devient le second personnage après l'archevêque Joseph de Montfalcon du Cengle. Après la mort de l'archevêque le 20 septembre 1793 en pleine tourmente révolutionnaire et la suppression de l'archidiocèse, il devient vicaire capitulaire ayant la charge de l'archidiocèse de 1793 à 1803. Il émigre toutefois au Piémont, avec son frère aîné Joseph de Maistre et sa famille. Réfugié à Turin ou dans la Vallée d'Aoste, il organise à partir de fin 1797 des missions clandestines destinées à assurer la présence de l'Église catholique en Savoie.
Après la signature du Concordat de 1801, il devient doyen du chapitre de Chambéry avec le titre de vicaire général spécialement chargé de la Tarentaise. Lors du rétablissement du diocèse d'Aoste, il est choisi le 13 décembre 1817 par le roi Victor-Emmanuel Ier comme évêque d'Aoste et confirmé par le pape Pie VII, le 16 mars 1818 après la mort du vicaire apostolique Chrétien-Jean-Adam Linty, qui administrait le diocèse,  mais il meurt à Turin, le jour même où il devait être consacré le 18 juillet suivant.